# جورجلینا کراورو
 جورجلینا کراورو (انگلیسی: Jorgelina Cravero؛ زادهٔ ۲۳ ژانویهٔ ۱۹۸۲) یک تنیس‌باز اهل آرژانتین است. او همسر آنخل دی ماریا بازیکن حرفه ای تیم ملی آرژانتین است.